# Северный паспортный союз

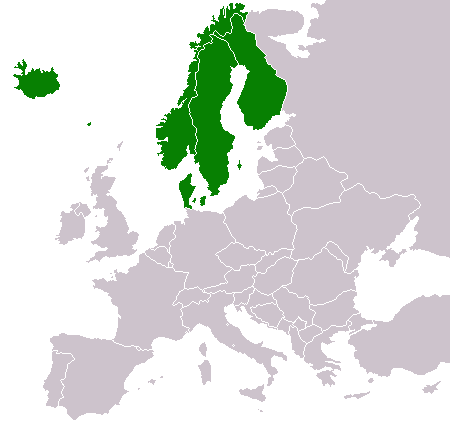
Карта союза

В Северный паспортный союз (швед. Nordiska passunionen; дат. Nordiske pasunion; норв. Nordiske passunionen; исл. Norræna vegabréfasambandið; фин. Pohjoismainen passivapaus) входят Дания (включая Фарерские острова), Исландия, Норвегия, Швеция и Финляндия. Граждане этих стран могут свободно путешествовать и жить в любой стране из данного союза без загранпаспорта и вида на жительство. Иностранцы также могут пересекать границы скандинавских стран и Финляндии без паспортного контроля, но им всё равно придётся иметь загранпаспорт или другой вид проездных документов идентификации.

## Создание союза
Северный паспортный союз был введен в три этапа. Первый был в 1952 году, было заключено соглашение об отмене загранпаспортов для поездок между странами и о реадмиссии нелегально ввезённых граждан из одной скандинавской страны в другую. Второй этап произошел в 1954, соглашение было расширено, граждане этих стран получили право проживать в любой другой из союза стране без вида на жительство. Третьим шагом стала отмена паспортного контроля для иностранцев на внутренних границах.

## Скандинавские страны и Шенген
В 1996 году скандинавские страны присоединились к бо́льшему Шенгенскому соглашению.
25 марта 2001 года 5 стран Северного паспортного союза полностью ввели у себя Шенгенские правила (исключая Фарерские острова, которые не входят в зону), были отменены контрольно-пропускные пункты с Шенгенской зоной. В союзе появились и места, в которых скандинавским гражданам были предоставлены дополнительные права, не прописанные Шенгеном. Например, меньше бумажной волокиты, меньшие требования для натурализации гражданства. Но большинство жителей Скандинавии не имеют национальной идентификационной карты, одобренной Шенгеном, поэтому им приходится использовать загранпаспорт при выезде из Северного паспортного союза.

## Соглашения

### Отмена загранпаспорта для скандинавов
Договор, касающийся отмены заграничных паспортов, был подписан 14 июля 1952 года в Стокгольме Швецией, Данией, Финляндией и Норвегией.
Договор был осуществлен индивидуальными, но одновременными действиями правительств. Он обеспечивал нужды граждан тех четырёх стран. Необходимость иметь при себе загранпаспорт при путешествии по скандинавским странам на такие короткие сроки, что не требовался вид на жительство, была отменена.
Соглашение может быть аннулировано в случае войны, опасных международных конфликтов или по национальным обстоятельствам.

### Реадмиссия иностранцев
Соглашение о реадмиссии иностранцев было подписано 14 июля 1952 года в Стокгольме.
По нему все иностранцы, незаконно въехавшие из одной скандинавской страны в другую и прожившие там более 1 года, должны быть приняты «новой» страной.

### Отмена загранпаспортов и видов на жительство
По договору 22 мая 1954 года, заключенному в Копенгагене, граждане Дании, Финляндии, Норвегии и Швеции получили право перемещаться по этим странам без загранпаспорта (а также других проездных документов) и вида на жительство.
Соглашение могло быть аннулировано в случае войны, опасных международных конфликтов или по национальным обстоятельствам.

### Отмена пограничного контроля на внутренних границах
Это соглашение было подписано Данией, Финляндией, Норвегией и Швецией 12 июля 1957 года в Копенгагене, вступило в силу 1 мая 1958. По договору отменялся пограничный контроль на внутренних границах, но страны должны были усилить его на внешних. Иностранцы с видом на жительство одной скандинавской страны получили право проживать в другой не более чем 3 месяца, кроме тех, кто приехал для работы или ведения бизнеса.
Иностранцу, которому запретила въезд одна скандинавская страна, откажут во въезде и другие. Также страны обязались принимать иностранцев, которых высылают из той страны, в которой они проживали.